# در تخت من (ترانه سابرینا کارپنتر)
«در تخت من» (انگلیسی: In My Bed) ترانه‌ای از خواننده آمریکایی، سابرینا کارپنتر از چهارمین آلبوم استودیویی او به نام منحصربه‌فرد: پرده دوم (۲۰۱۹) و اولین قطعهٔ این آلبوم است. متن ترانه توسط کارپنتر، استف جونز و تهیه‌کنندهٔ ترانه، مایک سابف نوشته شده است. هالیوود رکوردز «در تخت من» را به عنوان تک‌آهنگ سوم و پایانی این آلبوم همزمان با پیش فروش آلبوم در ۷ ژوئن ۲۰۱۹ منتشر کرد.